# Барбара Строцці
Барбара Строцці (італ. Barbara Strozzi, 1619, Венеція — 1677, Падуя) — італійська співачка і композиторка, прийомна донька флорентійського поета Джуліо Строцці. Вона створила безліч мадригалів і мотетів, переважно на слова свого прийомного батька, вона була першою композиторкою, яка наважилась публікувати свої авторські твори поодинці, а не у збірниках. Твори Барбари Строцці перевидаються й виконуються до нинішнього дня.